# Way Out
A Way Out egy 2011. június 10-én megjelent Roxette dal mely 8. stúdióalbumuknak, a Charm Schoolnak a 3. és egyben utolsó kimásolt kislemeze. A kislemez kizárólag Németországban, és Ausztriában jelent meg, mivel a kiadók úgy gondolták, hogy a She's Got Nothing On (But the Radio) sikere után megjelentetik a dalt az országban. A dal általában pozitív értékelést kapott a kritikusok részéről. A dal zenei videóját Mikael Sandberg és Magnus Öhrlund rendezte.

## A dal összetétele
A dalt Gessle írta, és a Charm School című stúdióalbum első dala. Az album 2011-ben jelent meg, több mint 10 évvel a Room Service stúdióalbum óta. A dalt Gessle mellett Christoffer Lunduquist és Clarence Öwferman produceri munkái is segítették. A dal 170 BPM tempójú, és mindegyik verse G – D – C sorozat, mely négy ismétlésből áll, melyet egy újabb kórus követ két Em – C – G -D  ismétlésekkel, míg a közép Am – C – Em – D három szakaszából áll.
Chris Roberts a BBC Music-tól a dalt Joan Jett "I Love Rocn 'n'Roll" című dalához hasonlította, csak még nagyobbnak, és hangosabbnak titulálta. A dal jellegzetes bevezetése, hogy doromb-ot használnak a dalban. Gessle nyilvánvalóan albumnyitónak szánta, és azt mondta, hogy szüksége van egy olyan bevezetőre, melyet korábban még nem használtak egyetlen dalukban sem. Viccelődtek azon, hogy olyan furcsán szól, mintha egy macska szülne, vagy haldoklana, vagy valami hasonló hülyeség. Így tíz év után az első dal, melyben dorombot használnak.

## Promóció
A "She's Got Nothing On (But the Radio)" sikerének köszönhetően az EMI Germany kiadó úgy döntött, hogy mint 2. kimásolt kislemezt megjelenteti az országban. A "Speak to Me" című dal Bassflow remixét is megjelentették a Charm School második kislemezeként több országban is. A videoklip premierje a MyVideo oldalán június 10-én volt, majd két nappal később megjelent a világméretű Aftonbladet svéd újság weboldalán is. A videót Mikael Sandberg és Magnus Öhrlund rendezte, Mattias Holmer készítette.

## Megjelenések
All songs written by Per Gessle.
- CD Single (50999 082500–2 5)

1. "Way Out" – 2:46
2. "Crash! Boom! Bang!" / "Anyone" (Live at Forest National in Brussels, Belgium on 22 October 2001) – 6:21

## Slágerlista
| Slágerlista (2011)       | Legjobb helyezés |
| ------------------------ | ---------------- |
| Russian Airplay (TopHit) | 197              |